# Naiade

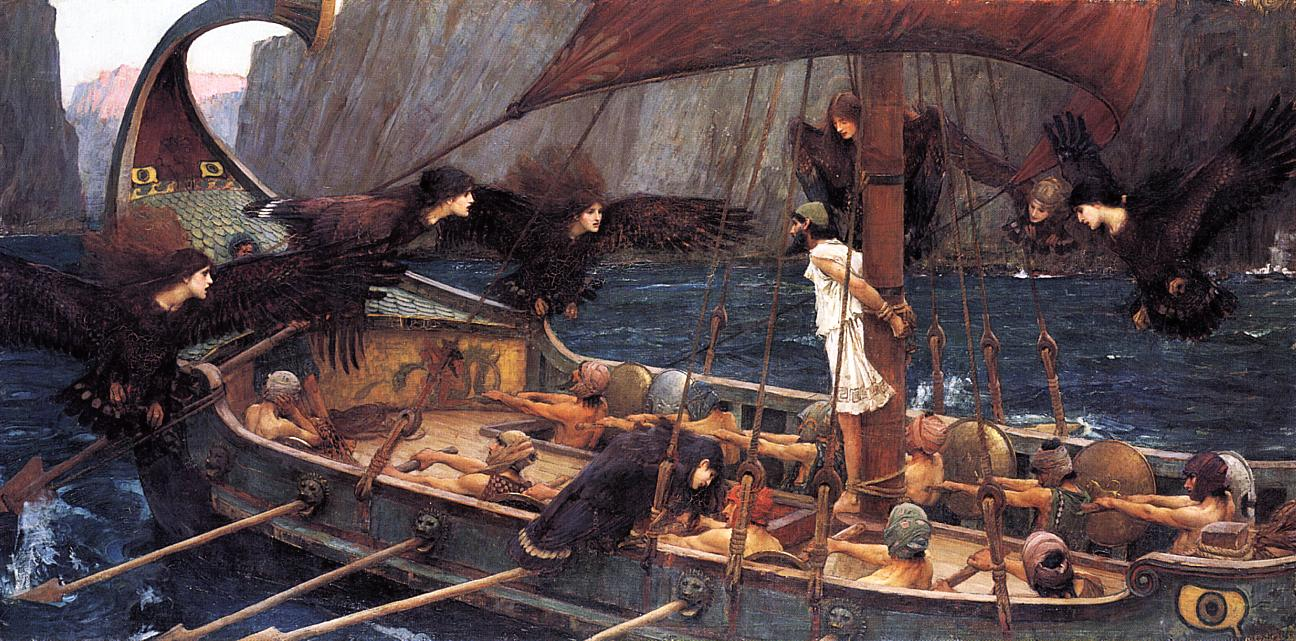
Ulise şi Sirenele
(tablou de John William Waterhouse, 1891)

Naiade

Naiadele erau nimfe ale apelor dulci și reprezentau una din cele trei clase principale de nimfe - celelalte fiind Nereidele (nimfe ale Mării Mediteraneene) și Oceanidele (nimfe ale oceanelor). Naiadele guvernau peste râuri, șuvoaie, pâraie, izvoare, fântâni, lacuri, eleștee, puțuri și mlaștini. Erau divizate în mai multe subclase: Crinaeae (fântâni), Pegaeae (izvoare), Eleionomae (mlaștini), Potameides (râuri) și Limnades sau Limnatides (lacuri). Surse romane atribuie Naiadelor până și custodia râurilor din ținutul Hades, acestea fiind clasificate ca Nymphae Infernae Paludis sau Avernales. Sirenele sau Seirenele (în greacă Σειρῆνας) erau Naiade care trăiau pe insula numită Sirenum scopuli, care era înconjurată de stânci și pietre. Marinarii care erau în apropiere erau atrași de cântecul lor fermecător, făcându-i să se lovească cu navele de stânci și să se înece.
O Naiadă era strâns legată de corpul său de apă și chiar existența sa pare să fi depins de el. Dacă un pârâu seca, Naiada sa murea. Apele peste care Naiadele domneau erau presupuse a fi deținătoare de puteri inspiraționale, medicinale sau profetice. De aceea Naiadele erau deseori adorate de grecii antici alături de divinități ale fertilității și creșterii.
Genealogia Naiadelor variază mult, un factor important fiind zona geografică și sursa literară. Naiadele erau fie fiice ale lui Zeus, fie fiice ale unor zei de râu, fie doar o parte din vasta familie a titanului Oceanus. Ca toate nimfele, Naiadele erau din multe privințe sex-simboluri feminine ale lumii antice și jucau și rolul de sedus, și rolul de seducător. Zeus, în special, se pare că s-a bucurat de favorurile a numeroase Naiade, iar ceilalți zei nu se lăsau mai prejos. Naiadele se îndrăgosteau și de muritori și îi urmăreau și pe aceștia. Literatura clasică abundă cu legende despre aventurile amoroase cu zei și bărbați și povești despre copiii rezultați din aceste idile.
Poveștile despre Naiade pot lua forma unora cu scop moralizator, cu sfârșituri nefericite. Naiada Nomia s-a îndrăgostit de un cioban chipeș, pe nume Daphnis. El i-a răsplătit dragostea cu neloialitate, iar ea i-a răsplătit trădarea prin orbirea lui. Naiadele unui izvor din Bithynia s-au amorezat de Hylas (însoțitorul lui Heracles) și l-au atras în apele lor. Elementul moralizator nu este clar aici. Soarta lui Hylas ar fi putut fi ori o moarte bruscă prin înecare, ori fericirea eternă sexuală.
Alte povești despre Naiade erau explicații ale originii nemuritorilor și ale muritorilor. Zeul soare Helios s-a împerecheat cu Naiada Aegle (renumită ca cea mai frumoasă dintre Naiade) și astfel au apărut Gratiaele. Melite, o Naiadă a râului Aegaeus din Corcyra, a avut o relație cu Heracles și a devenit mama lui Hyllus. Naiadele au fost iubitele lui Endymion, Erichthonius, Magnes, Lelex, Oebalus, Otrynteus, Icarius și Thyestes și au fost, astfel, co-fondatoare ale unor familii importante.
Orașele grecești erau denumite după numele unor Naiade. De exemplu, Lilaea din Phocis, și-a primit numele de la Lilaea, Naiada râului Cephissus.
Există o referire în Odiseea lui Homer la o peșteră, și nu la un corp de apă, care este sacru pentru Naiade. Se poate presupune, deci, că această peșteră din Ithaca ar fi putut conține un izvor sau să fi fost sursa unui pârâu sau torent.